# タタール人の砂漠
『タタール人の砂漠』（タタールじんのさばく、伊: Il deserto dei Tartari）は、1976年のイタリア映画。ディーノ・ブッツァーティの同名小説をヴァレリオ・ズルリーニが映画化。ズルリーニは1982年に亡くなり、本作が遺作となった。ダヴィッド・ディ・ドナテッロ賞の作品賞・監督賞・助演男優賞（ジュリアーノ・ジェンマ）、ナストロ・ダルジェント最優秀作品監督賞を受賞。
2013年、修復されたフィルムが第66回カンヌ国際映画祭のカンヌ・クラシックス部門で上映された。

## キャスト
- ジャック・ペラン：ジョヴァンニ・ドローゴ少尉
- マックス・フォン・シドー：ホルティス大尉
- ヘルムート・グリーム	：シメオン中尉
- ジュリアーノ・ジェンマ：マティス少佐
- ヴィットリオ・ガスマン：フィリモーレ大佐
- フェルナンド・レイ：ナタンソン中佐
- ジャン＝ルイ・トランティニャン：ロヴィン軍医
- フィリップ・ノワレ：将軍
- フランシスコ・ラバル：トロンコ
- ローラン・テルジェフ：アーメルリング
- リラ・ブリニョーネ：ドローゴの母